# فرودگاه ماریا کریستینا
فرودگاه ماریا کریستینا (به انگلیسی: Maria Cristina Airport) (به زبان بومی: Paliparan ng Maria Cristina) یک فرودگاه همگانی با کد یاتا IGN است . این فرودگاه در کشور فیلیپین قرار دارد و در ارتفاع ۳۹۶ متری از سطح دریا واقع شده‌است.